# Tratado de Vernon
El Tratado de Vernon firmado el 29 de marzo de 1371 en Vernon, fue un tratado establecido por Carlos V de Francia y Carlos II de Navarra.

## Contexto histórico
En Francia, Carlos V aprovechó el periodo de paz iniciado merced al cese de hostilidades que estipulaba el tratado de Brétigny -cualquier acción armada por parte de las tropas de Eduardo III anularía las cesiones territoriales que incluía el acuerdo- y a la victoria en Cocherel -que acabó con las pretensiones de Carlos de Navarra- para derrotar a las compañías y reactivar la economía. Para derrotar a los mercenarios rebeldes, y apoyándose en la creación de un nuevo impuesto, creó un ejército permanente que, encabezado por sus hermanos, iría reconquistando uno a uno todos los territorios que habían tomado los rebeldes. Su delicada situación hizo más sencillo persuadirles para que participaran en una cruzada en España costeada por el Papa, encantado de librarse de los mercenarios que ocupaban el valle del Ródano y extorsionaban a la ciudad de Aviñón.
Sin embargo, el auténtico propósito de la expedición era muy distinto: Pedro IV y Carlos V emplearían a los mercenarios para deshacerse de Pedro I, rey de Castilla, que, aliado con Eduardo III, supondría una amenaza considerable para Aragón y pondría en peligro la reconquista de Guyena por parte de Francia. Bertrand du Guesclin sería el encargado de poner a Enrique de Trastámara (Enrique II), leal aliado de los Valois, en el trono de Castilla. Carlos de Navarra decidió permitir a las tropas de du Guesclin transitar libremente por su territorio, e incluso les dio dinero para que marcharan más rápido. Los mercenarios que quedaron en Francia estaban muy debilitados y resultaron una presa sencilla para las tropas reales.
Pedro el Cruel negoció un tratado con el Príncipe Negro, en virtud del cual este se comprometía a prestar su apoyo al monarca castellano si costeaba la campaña; asimismo, intentó atraer a su bando a Navarra, que dominaba el territorio que debían atravesar las tropas de Eduardo de Woodstock para pasar a España. Para este último tener malas relaciones con los castellanos haría pesar una enorme amenaza sobre su reino por ello negoció una sólida alianza con Enrique II de Castilla en cuanto este asumió el poder. Pedro le restituyó Sauveterre y Saint-Jean-Pied-de-Port, le cedió las provincias vascas de Guipúzcoa y Álava, y le prometió una suma de 20 000 florines. No obstante Navarra concluyó también un acuerdo con Enrique de Trastámara que le prometió una suma de 60 000 y la ciudad de Logroño a cambio de la promesa de bloquear los pasos pirenaicos a las tropas del príncipe de Gales. No obstante, Eduardo, consciente del cambio del navarro, atacó Navarra por el sur desde Calveley. Carlos II de Navarra reaccionó rápidamente e hizo saber al príncipe que el acuerdo con Enrique no era más que un ardid y que no cerraría los pasos. Los soldados de Eduardo cruzaron Roncesvalles en febrero de 1367. Para no violar abiertamente el acuerdo que había concluido con Enrique de Trastámara ordenó a Olivier de Mauny que le tendiera una emboscada y le retuviera hasta que se resolviera todo el asunto. El 3 de abril de 1367 el príncipe de Gales infligió una severa derrota a las tropas franco-castellanas en la Batalla de Nájera, lo que permitió a Pedro acceder de nuevo al trono.
Las cosas en Castilla se desarrollaron en favor del Enrique II de Castilla. El Príncipe de Gales, que vino arruinado de Castilla, tuvo que instituir nuevos impuestos en Aquitania, lo que sería muy mal recibido por los territorios que habían pasado recientemente a ser controlados por los ingleses y que habían experimentado el cruel saqueo de las compañías. Jean de Armagnac rechazó el tributo y apeló a la Corte de Justicia de París, que aceptó responder a su recurso (3 de diciembre de 1368), lo que constituía un acto de soberanía por parte de Carlos V sobre Guyena. De este modo se inició la reconquista de los territorios cedidos a los ingleses en el Tratado de Brétigny, que en gran medida respondió al rechazo de las ciudades aquitanas a los nuevos impuestos y a su adhesión a las promesas de Francia de cambiar la situación. Los ingleses no tenían medios económicos como para oponerse a una guerra de asedios y poco a poco tuvieron que retroceder en todos los frentes por el ímpetu de los ejércitos franceses, hábilmente cohesionados y dirigidos, y experimentados por la guerra contra las compañías.
Conscientes de que las tropas de Enrique II y Carlos V rodeaban el reino de Navarra y de que los soldados del príncipe de Gales habían tenido que retirarse y estaban muy debilitados Carlos de Navarra tomó la iniciativa y volvió a Francia para buscar una salida a la presión que le rodeaba y entrevistarse con su cuñado, el rey de Francia.

## El tratado
Este tratado confirmaba el tratado de Aviñón (3 de marzo de 1365). Sin embargo, gracias a este tratado, Carlos II de Navarra, por primera vez, rindió homenaje a su cuñado el rey Carlos V de Francia «por todas las tierras que poseía en el reino de Francia, prometiéndoles "fe, lealtad y obediencia hacia todos y contra todos los que pueden vivir y morir".» Con este paso «la satisfacción den Francia fue muy grande, pues se había temido por mucho tiempo que Carlos se sumara a los enemigos del rey; la amenaza de una alianza anglo-navarra parecía definitivamente conjurada.»
Además, Carlos II de Navarra se le compensa con la plena posesión de la baronía de Montpellier aunque el rey de Francia conserva el derecho de soberanía sobre esta posesión del rey de Navarra.

## Consecuencias
Dos meses después de la firma, Carlos II se presentó en París para la fiesta de Pentecostés «vestido al igual que el rey, y éste gestionó que su hermano, el duque de Anjou, hiciera las paces con el navarro, paces que nunca serían sinceras.»
No tardó mucho Carlos V en ejecutar los acuerdos de Vernon respecto a Montpellier que albergaba reservas en esta cesión especialmente ante las dificultades encontradas en Normandía a la hora de aplicar el tratado. De hecho Carlos II topará con dificultades para recuperar los plenos derechos sobre Montpellier y fue necesario el arbitraje papal. Hasta el 20 de marzo de 1372, en la víspera de la fiesta de Ramos, no entró solemnemente en Montpellier Carlos II. Su estancia allí duró hasta el 22 de julio que regresó a Navarra por mar, pasando por Barcelona y Huesca, para llegar a Olite a principios de septiembre.